# 湯慧信
汤慧信，明朝女性人物，上海县人。
汤慧信通晓《孝经》、《列女传》，嫁给华亭县（今上海市松江区）邓林。邓林去世，汤慧信年二十五岁，一个女儿七岁。邓家人想要她的住宅，迫使她回娘家，汤慧信说：“我是邓家媳妇，回哪里去？”族人知不可改变，于是将她的住宅卖给富家。汤慧信哭着说：“我在这片土地安葬丈夫的遗骨，与他同存亡，怎能丢弃。”想要自尽，富家敬重她而离去。汤慧信知道族人只是贪图她的财产。于是拿出家资，都给了族人，自己以纺织为生。某年大水，他住在荒野沼泽中。她的女儿已经嫁人，划船来迎她，她不同意。请暂时在舟中休息一下，也不同意，说：“我守在此地六十年，因大水随你父亲而去，心甘情愿，还去哪里！”母女正在牵手不舍，大水至，汤慧信最后溺死。